# Марьянский район
Марьянский район — административно-территориальная единица в составе Азово-Черноморского и Краснодарского краёв, существовавшая в 1935—1953 годах. Центр — станица Марьянская
Марьянский район был образован 20 декабря 1935 года в составе Азово-Черноморского края на базе упразднённого Краснодарского района. По состоянию на 1 апреля 1941 года в районе было 4 сельсовета: Елизаветинский, Марьянский, Новомышастовский и Стефановский.
13 сентября 1937 года Марьянский район вошёл в состав Краснодарского края.
22 августа 1953 года Марьянский район был упразднён. При этом Елизаветинский, Марьянский и Новомышастовский с/с были переданы в Новотитаровский район, а Стефановский — в Северский район.